# 25 листопада
25 листопада — 329-й день року (330-й у високосні роки) у григоріанському календарі. До кінця року залишається 36 днів.

## Свята і пам'ятні дні

### Міжнародні
- ООН: Міжнародний день боротьби за ліквідацію насильства щодо жінок

### Національні
- Боснія і Герцеговина: Національний день.
- Суринам: День проголошення Незалежності (1975)
- Індонезія: День працівників освіти.

### Рухомі (2023)
- Україна: День пам'яті жертв Голодоморів. Відзначають в четверту суботу листопада.

### Релігійні
Православні:
- Віддання свята Введення в храм Пресвятої Богородиці.
- Священномученика Климента Римського, і Петра, архієпископа Александрійського.
- Преподобного Петра, мовчальника.

## Іменини
✝  Католицькі: Катерина, Єлизавета
✙ Православні: Климент, Петро.
 Буддизм:
 Індуїзм:
 Бахаїзм:

## Події
- 1120 — у протоці Ла-Манш біля берегів Нормандії зазнав аварії «Білий корабель», в якому загинула велика кількість англонормандських аристократів, включаючи спадкоємця англійського престолу Вільгельма Аделіна. Його смерть спричинила феодальну анархію в Англії в кінці 1130-х-1140-х рр..
- 1177 — битва при Монжизарі.
- 1487 — коронація Єлизавети Йоркської.
- 1783 — останні британські війська залишили Нью-Йорк після завершення Війни за незалежність США.
- 1867 — Альфред Нобель запатентував динаміт.
- 1795 — Станіслав II зрікся престолу. Юридична Ліквідація Речі Посполитої.
- 1905 — у Лубнах вийшло друком перше число газети «Хлібороб», першої легальної україномовної газети в підросійській Україні
- 1981 — Генеральна Асамблея ООН оголосила цей день Міжнародним днем боротьби за ліквідацію насильства над жінками.
- 1992 — Кабінет Міністрів України видав постанову «Про випуск в обіг приватизаційних майнових сертифікатів»
- 2003 — Рада на пропозицію уряду Януковича ухвалила Закон про зменшення рівня мінімальної заробітної плати з 237 ₴ до 205 ₴.
- 2004 — На засіданні Вченої ради Національного університету «Києво-Могилянська академія» з формулюванням «дискредитація іміджу академії» було ухвалено позбавити Леоніда Кравчука звання почесного доктора.
- 2018 — Інцидент у Керченській протоці: перший випадок військової агресії Росії проти України, який вона скоїла відкрито, під своїм державним прапором, від початку війни у 2014 році.

## Народилися

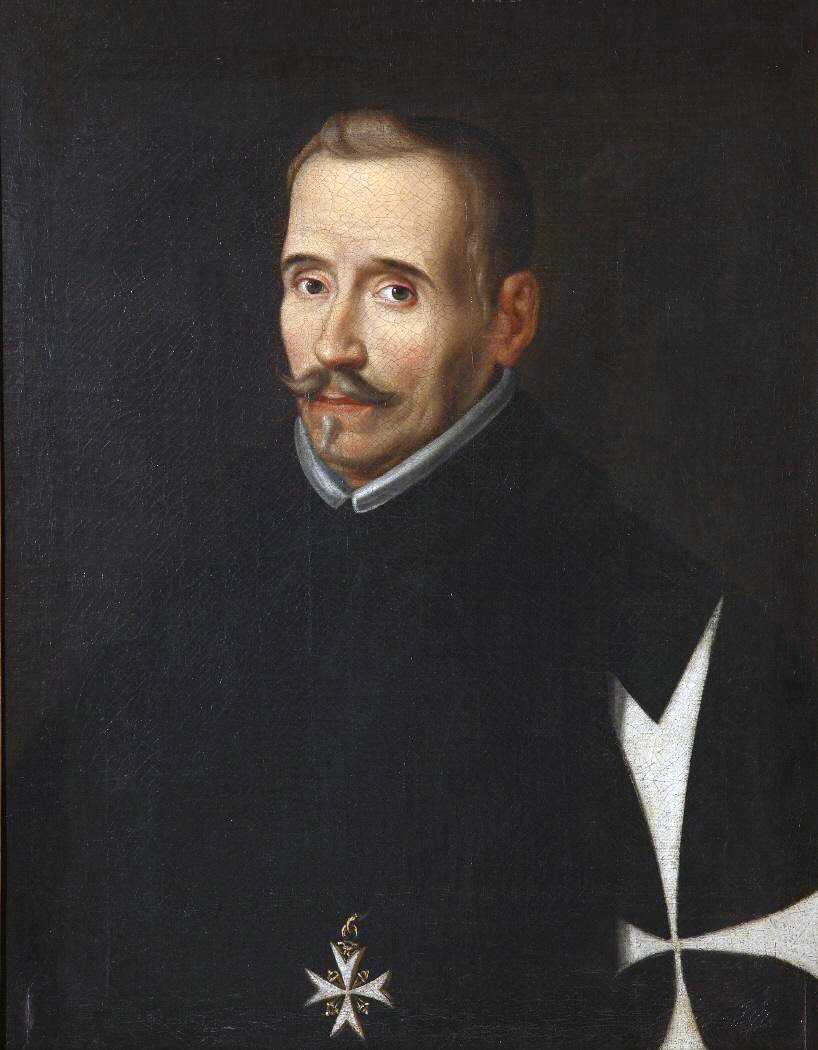
Портрет Фелікса Лопе де Вега (бл. 1627)

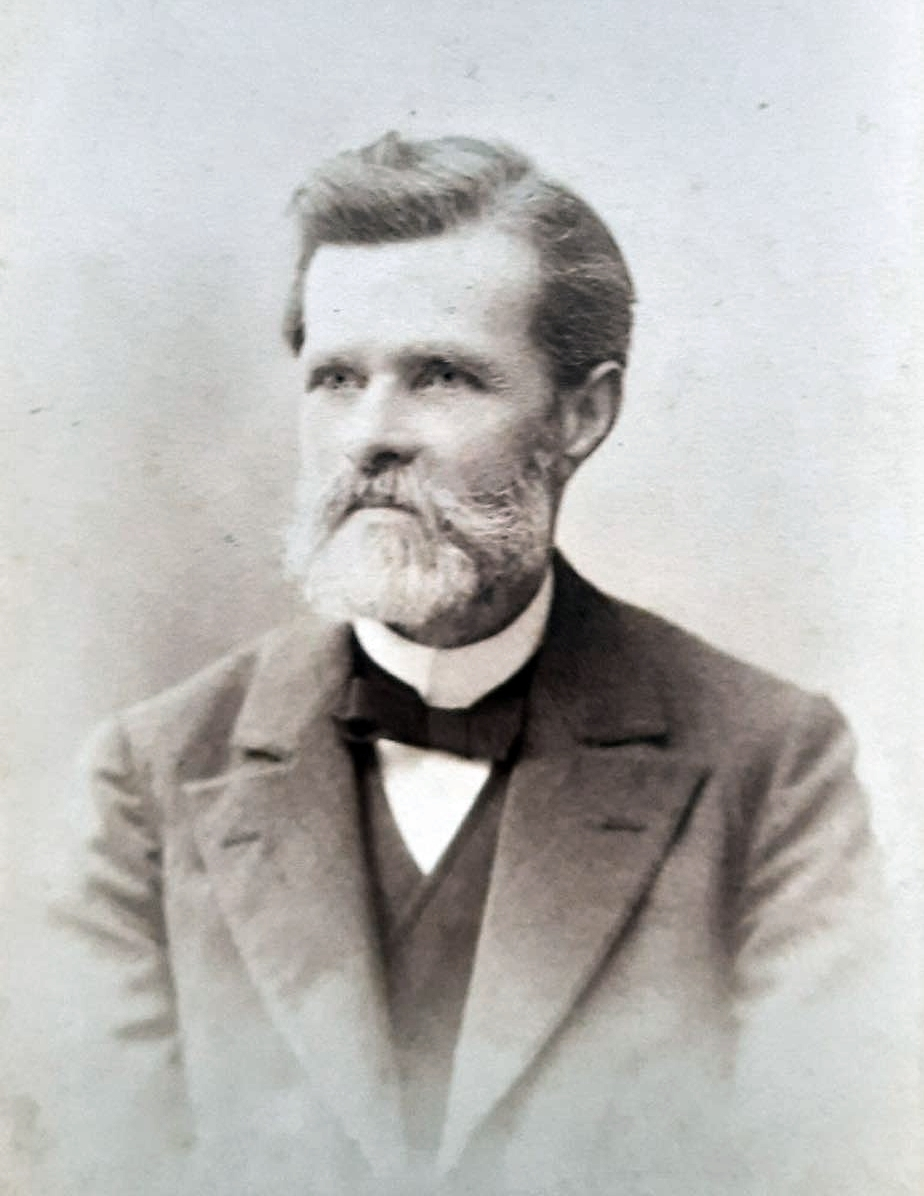
Іван Нечуй-Левицький

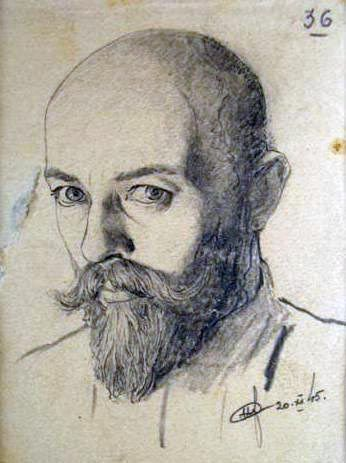
Ніл Хасевич

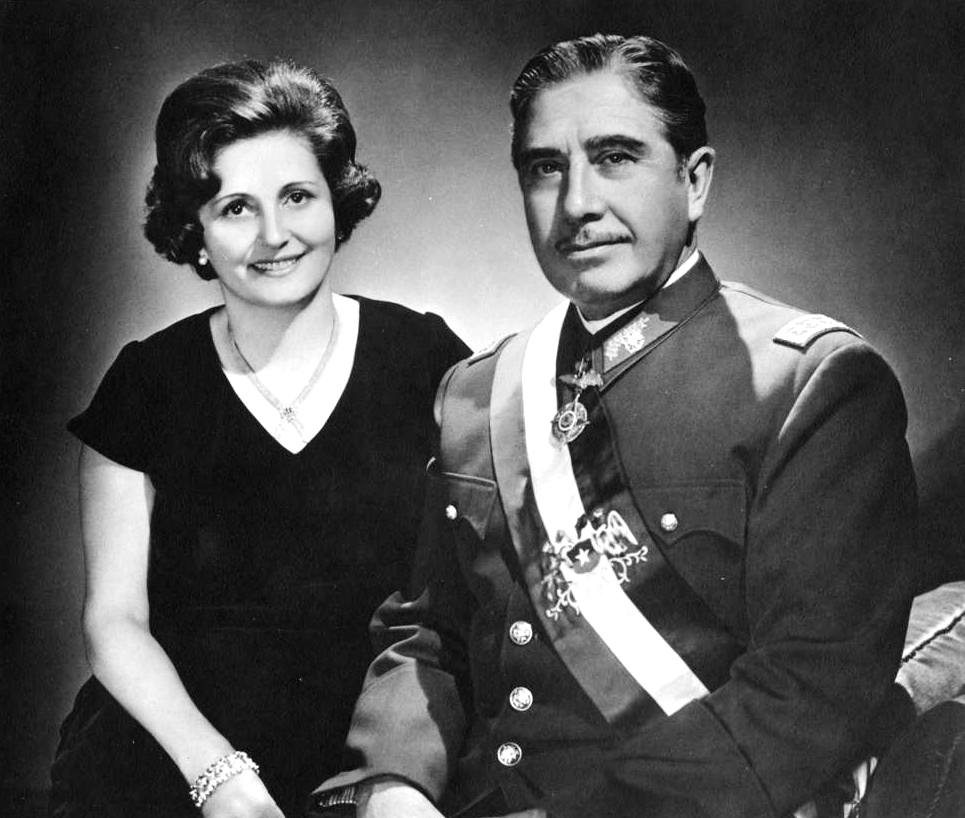
Августо Піночет з дружиною (близько 1974)

Див. також Категорія:Народились 25 листопада
- 1562 — Лопе де Вега, іспанський драматург.
- 1569 — Фрідріх Кеттлер, герцог Курляндії і Семигалії.
- 1666 — Джузеппе Джованні Баттіста Гварнері, італійський скрипковий майстер, молодший син Андреа Гварнері.
- 1712 — Шарль-Мішель Епе, французький ксьондз, один з основоположників сурдопедагогіки.
- 1810 — Пирогов Микола Іванович, український і російський хірург, анатом і педагог. Засновник військово-польової хірургії.
- 1838 — Іван Нечуй-Левицький, український письменник, етнограф, фольклорист, педагог.
- 1844 — Карл Фрідріх Бенц, німецький інженер, співконструктор першого у світі автомобіля з бензиновим двигуном.
- 1881 — Маневич Абрам Аншелович, український і американський художник-модерніст, один із засновників Української академії мистецтв.
- 1889 — Решат Нурі Гюнтекін, турецький письменник.
- 1891 — Поліщук Клим, український письменник, публіцист, автор романів «Гуляйпільський батько», «Отаман Зелений» та ін. Розстріляний НКВС 1937.
- 1901 — Михайло Орест, український поет.
- 1905 — Ніл Хасевич, український художник, графік, член ОУН і УГВР.
- 1909 — Марія Боґда, польська акторка кіно.
- 1915 — Аугусто Піночет Угарте, чилійський генерал-диктатор (1973–1990; †2006).
- 1924 — Пол Дезмонд, американський джазовий альт-саксофоніст і композитор (†1977).
- 1926 — Михайло Машкін, український поет і композитор, фольклорист, автор пісні «Верховино, мати моя» (†1971).
- 1926 — Пол Андерсон, американський письменник, визнаний класик фантастики (†2001).
- 1931 — Нет Еддерлі, американський джазовий корнетист.
- 1951 — Черновецький Леонід, український підприємець, політик, міський голова Києва (2006-12).
- 1951 — Артуро Перес-Реверте (Arturo Perez-Reverte), іспанський письменник і публіцист.
- 1975 — Марина Одольська, українська співачка, заслужена артистка України (2004).
- 1981 — Хабі Алонсо, іспанський футболіст.

## Померли

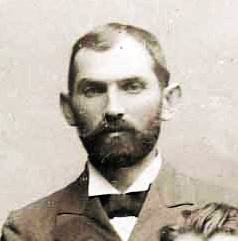
Микола Івасюк

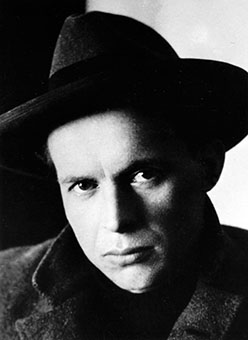
Олександр Довженко в Берліні. 1923

Дивись також: Категорія:Померли 25 листопада
- 1560 — Андреа Доріа, генуезький адмірал і державний діяч.
- 1686 — Ніколас Стено, данський анатом і геолог.
- 1763 — Антуан Франсуа Прево, французький священник, письменник, більш відомий як абат Прево́. Автор роману «Мано́н Леско́».
- 1803 — Джозеф Вілтон, британський скульптор. Був одним із засновників Королівської академії мистецтв в 1768 році
- 1881 — Теобальд Бем, німецький інструментальний майстер, флейтист і композитор, творець сучасної поперечної флейти.
- 1915 — Мішель Бреаль, французький мовознавець та історик, громадський діяч.
- 1937 — Івасюк Микола Іванович, український художник і педагог, автор відомого полотна «В'їзд Богдана Хмельницького в Київ»; репресований.
- 1956 — Олександр Довженко, український письменник, кіносценарист, кінорежисер світової слави.
- 1957 — Осип Цадкін, видатний французький скульптор-авангардист єврейсько-шотландського походження, народжений в білоруському Смоленську.
- 1959 — Жерар Філіп, французький актор театру і кіно.
- 1968 — Ептон Білл Сінклер, американський письменник-романіст («Нетрі» (The Jungle), «Столиця», «Король-Вугіль», «Нафта»).
- 1970 — Місіма Юкіо, японський письменник, драматург, актор, політичний діяч.
- 1974 — Нік Дрейк, англійський співак та автор пісень.
- 1976 — Михайло Гуревич, радянський авіаконструктор, заступник головного конструктора ОКБ-155. Закінчив літакобудівний факультет Харківського технічного інституту. На початку кар'єри займався конструюванням і будівництвом планерів у Харкові.
- 1986 — Сер Айван Вайтсайд Магілл, британський анестезіолог ірландського походження.
- 2003 — Жак Франсуа, французький актор.
- 2005 — Річард Бернс, англійський раллійний гонщик, переможець Чемпіонату світу з ралі.
- 2018 — Віктор Каневський, український футболіст і тренер, чемпіон СРСР.
- 2020 — Дієго Марадона, аргентинський футболіст, тренер і функціонер, телекоментатор.